# 水道町 (臺北市)
水道町為臺灣日治時期臺北市南端之行政區，位於富田町之西，濱臨新店溪，因為位於自來水水道起設處而得名。戰後劃入古亭區，今臺北市中正區水源路、羅斯福路三段、四段、溫州街、龍泉街之一部份均在町內。
本地原稱林口，意指頂內埔森林之入口。今日多用水源地、公館來稱呼本區。

## 町內設施
- 臺北水道水源地（現自來水園區）

- 臺北鐵道新店線
  - 水源地乘降場（水源地車站）
  - 公館乘降場（公館車站舊址[1]）

- 川端公園（現臺北市客家文化主題公園、古亭河濱公園、螢橋國中、國防部軍備局、三軍總醫院汀州院區、國立臺灣大學水源校區等）
  - 川端競馬場